# Hồ Thị Lan Anh
Hồ Thị Lan Anh là nữ kiểm sát viên cao cấp người Việt Nam. Bà hiện giữ chức vụ Viện trưởng Viện kiểm sát nhân dân tỉnh Lạng Sơn, đại biểu Hội đồng nhân dân tỉnh Lạng Sơn khóa 16 nhiệm kì 2016-2021.

## Tiểu sử
Ngày 31 tháng 7 năm 2012, bà Hồ Thị Lan Anh, Phó Viện trưởng Viện kiểm sát nhân dân tỉnh Lạng Sơn được trao quyết định của Viện trưởng Viện kiểm sát nhân dân tối cao Việt Nam Nguyễn Hòa Bình bổ nhiệm giữ chức vụ Viện trưởng Viện kiểm sát nhân dân tỉnh Lạng Sơn với nhiệm kì 5 năm kể từ ngày 1 tháng 8 năm 2012, thay Hoàng Minh Tư nghỉ hưu trí.
Ngày 3 tháng 4 năm 2016, Hồ Thị Lan Anh được trao quyết định bổ nhiệm chức danh kiểm sát viên cao cấp.
Bà là đảng viên Đảng Cộng sản Việt Nam.
Hiện nay (tháng 6 năm 2018), bà là Tỉnh ủy viên Tỉnh ủy Lạng Sơn, Bí thư Ban cán sự Đảng Cộng sản Việt Nam Viện kiểm sát nhân dân tỉnh Lạng Sơn, Viện trưởng Viện kiểm sát nhân dân tỉnh Lạng Sơn.
Hồ Thị Lan Anh còn là đại biểu Hội đồng nhân dân tỉnh Lạng Sơn khóa 16 nhiệm kỳ 2016 - 2021. Tháng 5 năm 2016, bà trúng cử đại biểu Hội đồng nhân dân tỉnh Lạng Sơn tại Đơn vị bầu cử số 11 gồm thị trấn Chi Lăng và 10 xã: Chi Lăng, Quang Lang, Nhân Lý, Quan Sơn, Lâm Sơn, Hữu Kiên, Liên Sơn, Vân Thủy, Vân An, Chiến Thắng thuộc huyện Chi Lăng, được 21.110 phiếu bầu, chiếm tỉ lệ 73,32%.